# ミルザ・グラーム・アハマド

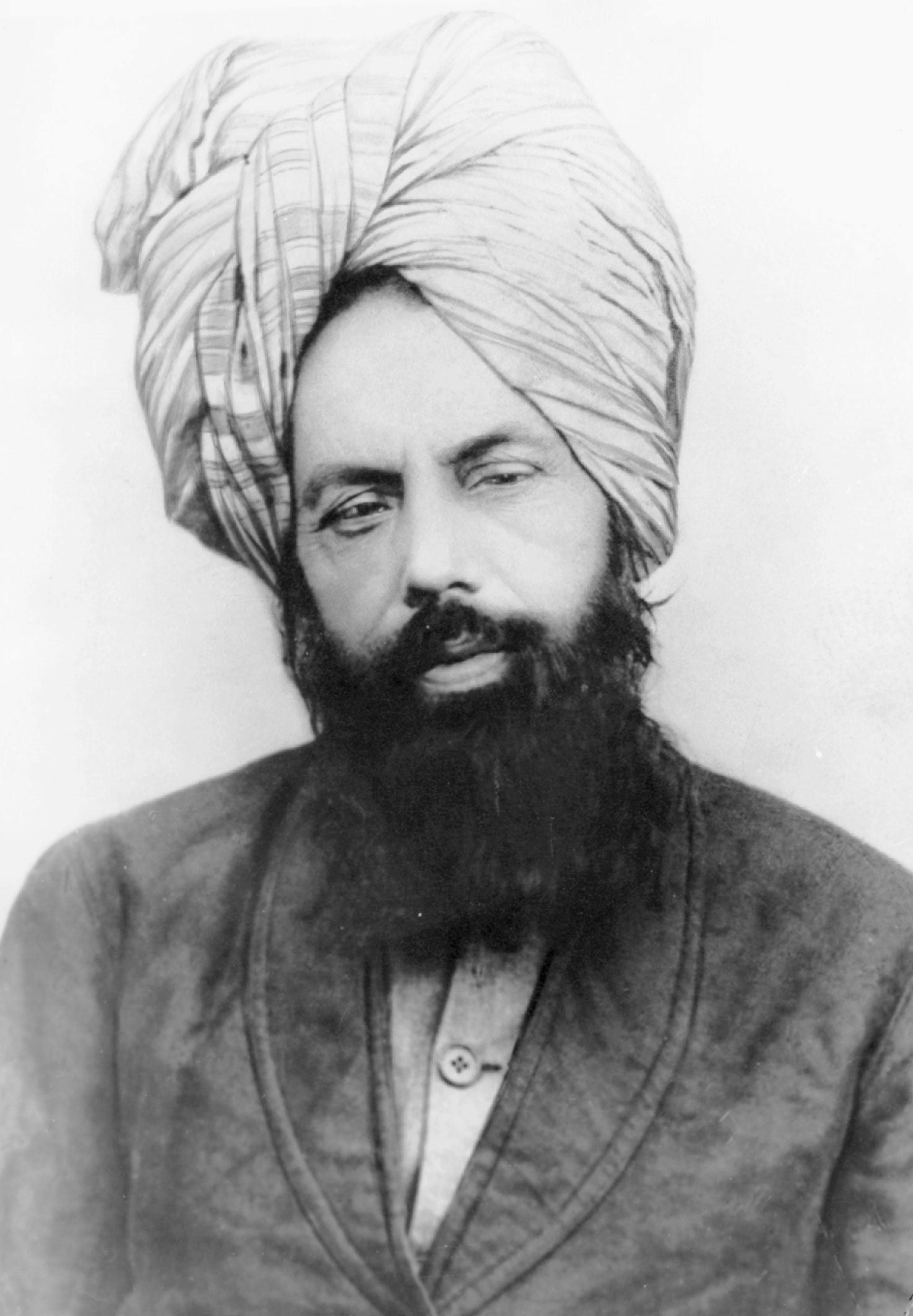
ミルザ・グラーム・アハマド

ミルザ・グラーム・アハマド(ウルドゥー語: مرزا غلام احمد; 1835年2月13日 – 1908年5月26日)はインドの宗教指導者であり、アハマディアの創始者である。
彼は神によってメシア並びにマフディーとしての任務を与えられたと主張した。つまり、末期時代に出現する改革者であり、イエスの再臨であると彼は主張。
彼はイスラームの教えを研究し、討論者として知られるようになった。1889年、彼を支持する人々はルディヤーナ市で忠誠の誓いを行い、アハマディア・ムスリム協会が設立された。彼によるとこの組織の使命は、神の唯一性を知らせ、イスラーム理想に沿った道徳的な改革を通してのイスラーム教の復活、一切変更されていない書式でのイスラーム教の世界的な布教。イエスは天国におり、末期時代に降りてくると信じるキリスト教徒や主流イスラームの見方とは対照的に、グラーム・アハマドによればイエスは十字架刑から生還し、自然死した。彼はパンジャーブ州を旅しながら自身の宗教的思想を広め、神から受けたと主張する啓示を証明することで人々の支持を得た。こうして支持者が増えていった一方、イスラーム聖職者に敵意を向けられた。彼はキリスト教の宣教師、イスラーム教の学者、ヒンドゥー復興論者との数多くの公開討論や対話したことで知られている。
アハマドは様々な宗教的、神学的、道徳的な主題について90冊以上の本を執筆している。それらの本で彼は合理的な論証を通して他の宗教に対してイスラームの優勢を確立することを望んだ。イスラームが平和的な教えであると主張し、現世では軍事的なジハードは許容されないと強調した。彼が亡くなった1908年までに推定40万人が彼の団体に所属していた。彼の死後、モールウィ・ヌールッディーンがKhalīfatulMasīh（メシアの後継者）の称号を受け、アハマディア団体の活動を続けた。
アハマディア派は、グラーム・アハマドがメシアでありマフディーであると信じるが、ムハンマドが最も偉大な預言者であると信じていることに変わりはない。
イスラーム教内の従属預言者（ウンマ所属）というグラーム・アハマドの主張は、ムハンマドが最終の預言者であると信じる主流のイスラーム教徒との間で論争が続いている。

## 家系
アハマドの先祖はムガールのバルラス部族のミルザ・ハーディ・ベーグにまで遡る。1530年ミルザ・ハーディ・ベーグは家族、使用人、追従者200人を伴ってサマルカンドから移住した。彼の遠い親戚であるムガール帝国バーブルの時代に、パンジャーブに居を定め、今日カーディアーンとして知られる町を造った。ミルザ・ハーディ・ベーグは数百の村のジャギルを与えられ、その周辺地域のカーディーに任命された。ミルザ・ハーディの子孫は帝国の中でも重要な地位を占めていたと言われており、カーディアーンの首長であり続けていた。

## 来歴

### 若齢期
1835年2月13日、アハマドはスィク王国のマハラジャ・ランジート・シングの時代のパンジャーブ州カーディアーンで、裕福なムガールの一家に双子で生まれたが、彼だけが生存した。彼はクルアーン、アラビア語の基礎文法とペルシャ語をファジレ・イラーヒーという名の教師から学んだ。10歳になると、ファズル・アハマドという教師から学んだ。17.8歳の時にはグル・アリー・シャーという教師から学び、また医師でもあった父ミルザ・グラーム・ムルタザから医学についてのいくつかの仕事を学んだ。
1864年から1868年まで、父の希望によってアハマドはシアールコートで書記として働き、そこでキリスト教宣教師と接触し、頻繁に議論を交わした。1868年後にはまた父に従ってカーディアーンに戻り、そこで地所の管理を任された。この間にアハマドは宗教的な書を勉強し、地元のモスクで祈ったが、ほとんどの時間を隠退して過ごしたので社会的世捨て人として知られていた。時を経て彼はキリスト教宣教師の批判からイスラームを擁護するために活動し始めた。彼はしばしばバタラに本拠を置く彼等と公開論争した。
1886年に、アーリヤ・サマージのある指導者たちはイスラームの真実性についてアハマドの討論を重ね、イスラームが生きた宗教であることの証明の徴を求めた。アハマドはこの目的のために特別な祈りを捧げ、また聖なる導きを求めるために、彼が主張した聖なる指導に基づいてホシヤールプルへと旅をした。そこで彼は40日間独居し、チッラ・ナシニーと言われるスーフィーズム行法を実践した。彼は3人の仲間を連れて信者が所有する2階建ての家へ出向き、一人で2階の部屋で祈り続けた。彼が祈りを行っている間、仲間たちは彼に話しかけることはなかった。金曜日の礼拝を捧げるためだけに部屋から出るだけであった。改革者としての役割を果たす子を授かるという預言もこの時期に受けたとアハマドは主張した。

### バイア（忠誠の誓い）

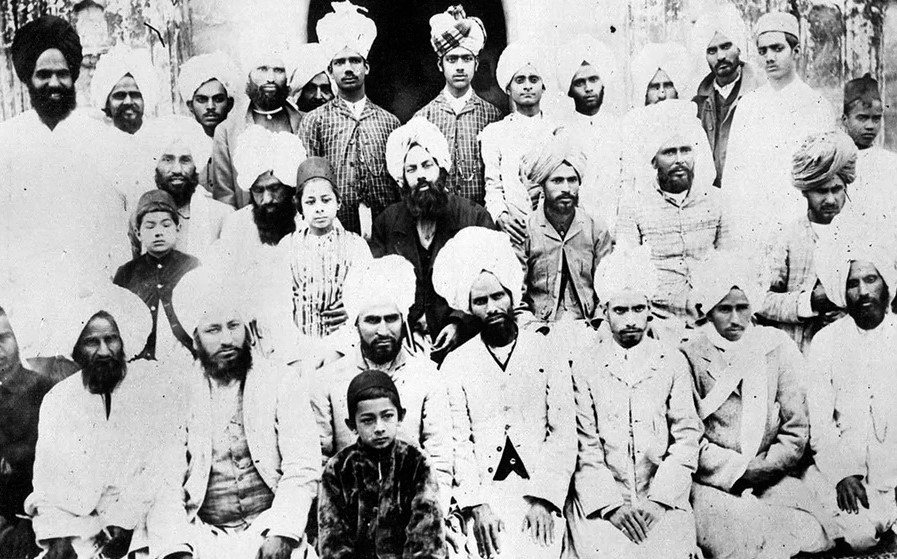
ミルザ・グラーム・アハマドと仲間。1899年カーディアーンにて。

アハマドは1882年には改革者として神の任命を受けたと主張したが、バイアを受けていなかった。1888年12月、アハマドは神が、彼の信奉者は彼とバイアを行い、彼に忠誠を誓うべきであると定めたと発表した。1889年1月には小冊子を発行し、入信者が今後いかに生きるべきかの十か条を示した。1889年3月23日、彼は四十人の信者からバイアを受け、アハマディア共同体が設立された。アハマディア運動に参加する正式な方法は、物理的な接触は必ずしも必要ではなかったが、手を結び、誓約の言葉を暗唱することを含んでいる。この方法はアハマドの死後、後継者たちにも続けられた。

### 宣言
アハマドは自身が約束されたメシアであり、マフディーであると宣言した。彼は世界の諸宗教で見られる救世主の再臨に関する預言の成就であると主張した。アハマドの信者は彼が肉体的なイエスの再臨であるとは決して主張していない。アハマドはイエスの死に関する伝統的なイスラームやキリスト教の信念に反して、イエスは自然死したと主張した。またモーセの後14世紀後にイエスが現れたように、マフディーもムハンマドから14世紀後に現れなければならないと主張した。彼は自身の書籍で、ムスリムの一般的な道徳の低下とメシアの切実な必要性があると主張した。
アハマドは自身の書籍であるタズキラ・トゥル・シャハダテーンで成就した預言を記載した。聖クルアーンとハディースを引用しながらマフディーの出現について述べ、自分自身がそれらの預言を成就していると主張した。マフディーの外見に関するハディースを引用したり、様々な兆候について言及した。末期時代の世界情勢、ムスリム界の状態、およびさまざまな社会的、政治的、経済的状況にも焦点を当てた。